# Gonthier XLIII de Schwarzbourg-Sondershausen
Titre
Prince de Schwarzbourg-Sondershausen
10 mai 1721 – 28 novembre 1740
(19 ans, 6 mois et 18 jours)
Gonthier XLIII, prince de Schwarzbourg-Sondershausen (aussi connu comme Gonthier I; 13 août 1678 – 28 novembre 1740) est le prince régnant de la Principauté de Schwarzbourg-Sondershausen de 1721 jusqu'à sa mort.

## Biographie
Gonthier XLIII est le fils du prince Christian-Guillaume de Schwarzbourg-Sondershausen (1647-1721) et de son épouse la princesse Antonie-Sybille (1641-1684), fille du comte Albert-Frédéric Ier de Barby-Mühlingen (de).
Il prend le gouvernement du vivant de son père et en 1720 et l'exerce jusqu'à sa mort. En 1713, un décret esté émis en instituant la primogéniture, où le fils aîné serait le successeur unique, plutôt que d'avoir à partager la souveraineté avec ses frères cadets, ou de diviser la principauté.
Il met fin à la souveraineté étrangère sur les différentes parties de sa principauté, augmentant ainsi son prestige. Il construit une nouvelle église à Jechaburg et une maison princière à Sondershausen. Son passe-temps est la chasse, et il construit un pavillon de chasse nommé zum Possen sur le Hainleite près de Sondershausen. Le nom de la loge est dérivé à partir d'un poème de sa demi-sœur Christiane Wilhelmine.
Après il est mort sans enfants en 1740, son demi-frère, Henri XXXV de Schwarzbourg-Sondershausen hérite de la principauté.

## Mariage
Gonthier épouse le 2 octobre 1712 Élisabeth-Albertine d'Anhalt-Bernbourg (1693-1774), une fille du prince Charles-Frédéric d'Anhalt-Bernbourg. Le mariage est resté sans enfant.